# Cara oculta de la Luna

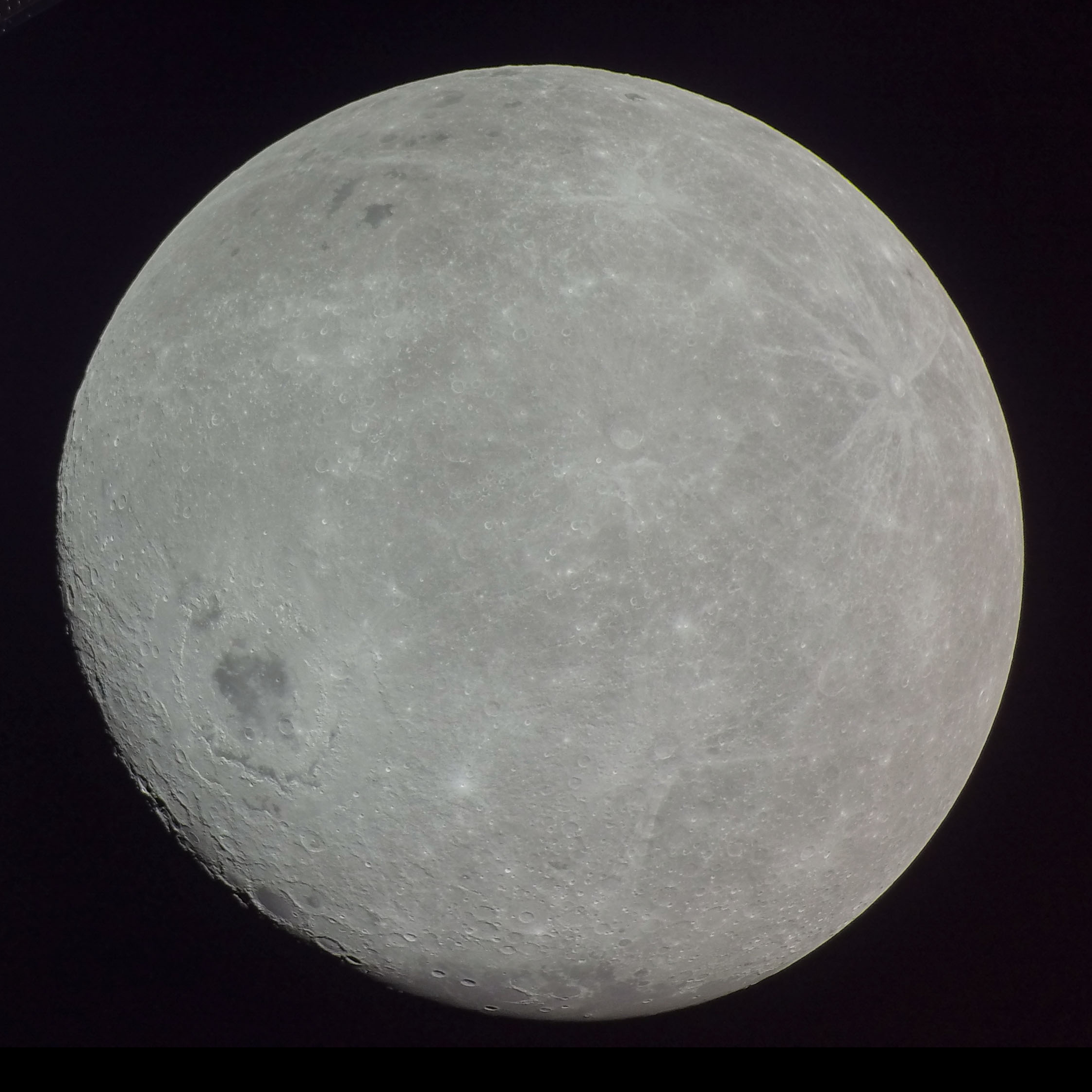
Fotografía de la cara oculta de la Luna tomada por el Artemis 1 en noviembre de 2022.

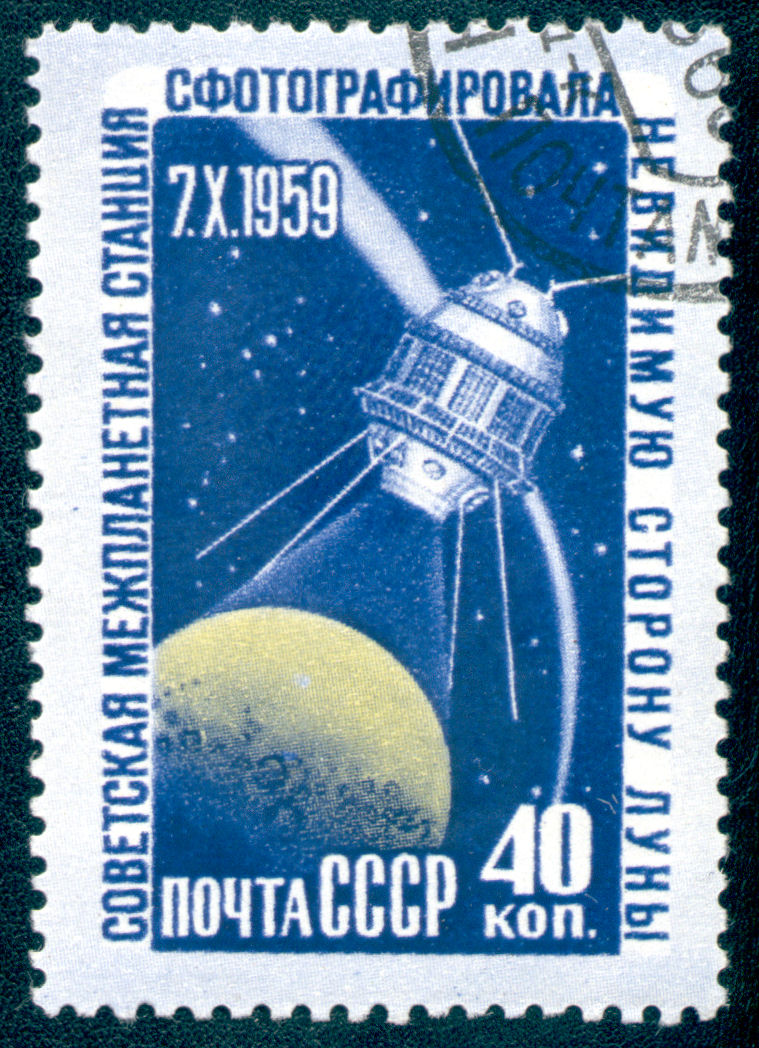
Estampilla de la URSS de 1959 conmemorando la primera fotografía de la cara oculta de la Luna.

La cara oculta de la Luna es el hemisferio de este satélite no observable desde la Tierra porque la Luna le presenta siempre la misma cara. Esto se debe a que la Luna tarda en rotar sobre sí misma lo mismo que su movimiento de traslación alrededor de la Tierra. A este fenómeno comúnmente se le llama acoplamiento de marea. A esta parte de la Luna se le suele llamar erróneamente su «lado oscuro», a pesar de que no hay sección de la Luna que no reciba luz solar en algún momento. Debido a ciertos movimientos de oscilación de la Luna, las libraciones, desde la Tierra solo se nos oculta el 35 % de la superficie lunar (es decir unos 15,5 millones de km²).

## Historia
Este hemisferio estuvo oculto a la vista humana hasta que la sonda automática soviética Luna 3 lo fotografió por primera vez el 7 de octubre de 1959. Como la Luna tarda el mismo tiempo en dar una vuelta sobre sí misma que en torno a la Tierra, presenta siempre la misma cara visible desde esta. Esto se debe a que la Tierra, por un efecto llamado gradiente gravitatorio, ha frenado completamente a la Luna. La mayoría de los satélites regulares presentan este fenómeno respecto a sus planetas.
En los programas de establecimiento de una base lunar estable se ha planeado emplear el hemisferio oculto para la instalación de instrumentos de observación destinados al estudio del firmamento, ya que aquel está más protegido de la influencia de la Tierra que el hemisferio visible.
El 7 de diciembre de 2018 China lanzó la sonda Chang'e 4 para explorar la cara oculta de la Luna por primera vez en la historia. Esta sonda logró alunizar el 3 de enero de 2019 y está destinada, entre otras cosas, a estudiar sobre radiofrecuencias bajas, el cultivo de tomates en otros planetas y los recursos minerales.

## Geografía
Se trata de una zona mucho más accidentada que el hemisferio visible.
En este hemisferio no existen grandes mares, como sucede en el visible; únicamente se localizan los mares Moscoiense, Orientale e Ingenii, compartiendo asimismo con el hemisferio visible el Mare Australe, aunque estas cuencas son de bastante menor tamaño que las de la cara visible. Sí existen, sin embargo, gigantescos cráteres o circos lunares mayores que los del otro hemisferio, pudiéndose encontrar algunos como Apolo, de hasta 520 km de diámetro. Debido a que han sido las naves soviéticas las primeras en fotografiar esta cara lunar, la mayoría de los accidentes tienen nombres de científicos y personajes rusos.

## Fuente
- La Luna, estudio básico, José Carlos Violat Bordonau, Purificación Martín. España, 2006, ISBN 978-8486639-78-5